# Corethrura fuscovaria
Corethrura fuscovaria är en insektsart som beskrevs av Hope 1843. Corethrura fuscovaria ingår i släktet Corethrura och familjen Lophopidae. Inga underarter finns listade i Catalogue of Life.